# Indagine su un cittadino al di sopra di ogni sospetto
Indagine su un cittadino al di sopra di ogni sospetto (bra: Investigação Sobre um Cidadão Acima de Qualquer Suspeita; prt: Inquérito a um Cidadão acima de Qualquer Suspeita) é um filme italiano de 1970 dirigido por Elio Petri.

## Sinopse
Inspetor do alto escalão da polícia italiana, com reputação ilibada, fama de incorruptível, mas reacionário, mata sua amante, Augusta Terzi. Testa se a polícia irá acusá-lo por isso e durante o filme, ele vai plantando pistas óbvias que o identificam como o assassino ao mesmo tempo em que vê os colegas ignorando-as, intencionalmente ou não.

## Elenco
- Gian Maria Volonté...... Inspetor de Polícia
- Florinda Bolkan...... Augusta Terzi
- Orazio Orlando...... Biglia
- Arturo Dominici...... Mangani
- Sergio Tramonti...... Antonio Pace
- Aldo Rendine...... Nicola Panunzio
- Gianni Santuccio...... Chefe de Polícia

## Prêmios
Conquistou o Grande Prêmio do Júri do Festival de Cannes, o David e o Oscar de Melhor Filme Estrangeiro daquele ano.
O sucesso do filme também transformou a ex-aeromoça brasileira Florinda Bulcão (com o sobrenome artístico de Bolkan) em estrela internacional.